# Stanislav Zvolenský

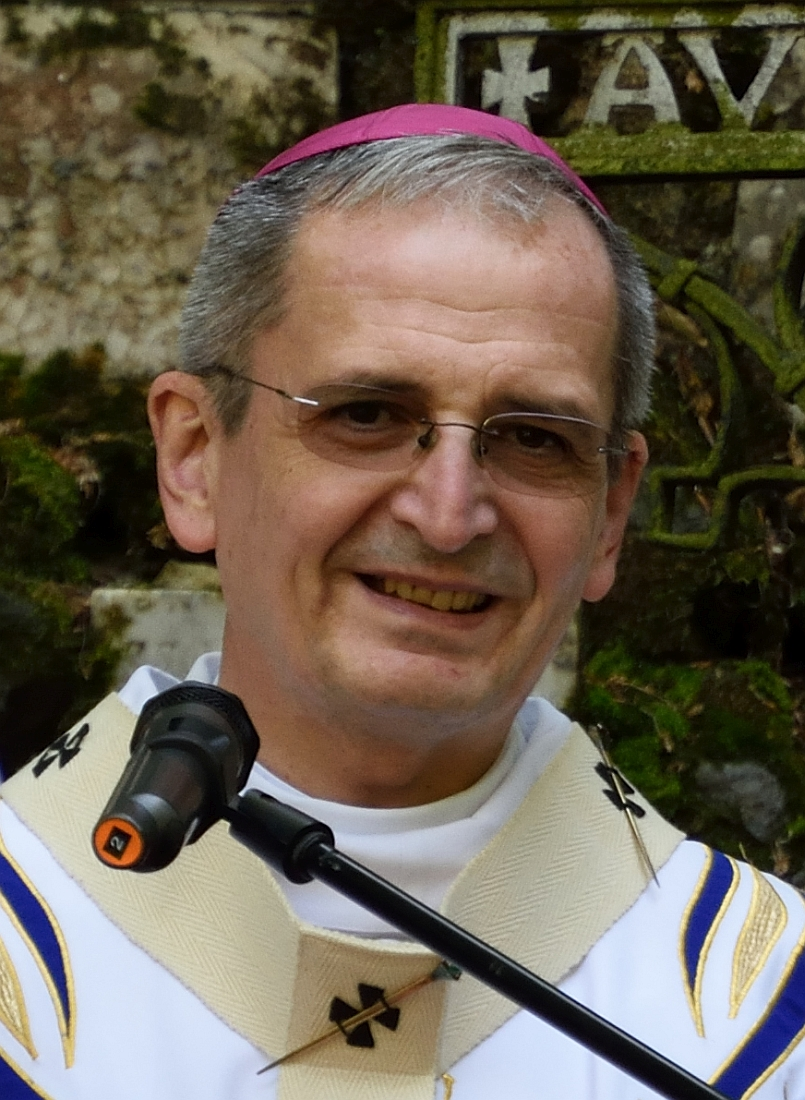
Stanislav Zvolenský (2016)

Stanislav Zvolenský (sinh ngày 19 tháng 11 năm 1958) là một giám mục người Slovakia của Giáo hội Công giáo. Ông là Tổng giám mục đầu tiên của Tổng giáo phận Bratislava.

## Tiểu sử
Stanislav Zvolenský được sinh ra tại Trnava. Ông được thụ phong linh mục bởi giám mụcJulius Gábriš vào 13 tháng 6 năm 1982.
Ngày 02 Tháng tư 2004, linh mục Stanislav Zvolenský được bổ nhiệm làm giám mục phụ tá của Bratislava-Trnava với hiệu tòa là Nova Sinna bởi Giáo hoàng Gioan Phaolô II. Stanislav Zvolenský được tấn phong giám mục trong thánh lễ do Tổng Giám Mục Ján Sokol chủ tế và hai giám mục phụ phong là Tổng Giám mục Henryk Józef Nowacki và Giám mục Dominik Tóth.
Vào ngày 14 tháng 2 năm 2008, giám mục Stanislav Zvolenský được Giáo hoàng Biển Đức XVI bổ nhiệm làm Tổng Giám mục của Tổng giáo phận Bratislava, ông nhận chức vào ngày 8 tháng 3 năm 2008. Hiện Tổng giám mục Stanislav Zvolenský là chủ tịch hội đồng giám mục Slovakia. Ông giữ cương vị này kể từ ngày 28 tháng 10 năm 2009.